# Катастрофа Ан-2 в Херсоне
Катастрофа Ан-2 в Херсоне — авиационная катастрофа, произошедшая 11 августа 1972 года в Херсонском аэропорту с самолётом Ан-2 авиакомпании Аэрофлот, в результате чего погибли 14 человек.

## Самолёт
Ан-2 с бортовым номером СССР-01526 (заводской — 1G80-20, двигатель — К 1508926) был выпущен 16 марта 1967 года и принадлежал Херсонскому авиаотряду Украинского управления гражданской авиации. К моменту катастрофы самолёт имел наработку в 5037 лётных часов и 12 956 посадок.

## Экипаж
Состав экипажа:
- Командир воздушного судна — Вячеслав Михайлович Половков;
- Второй пилот — Валерий Васильевич Бабенко.

## Катастрофа
Самолёт выполнял местный рейс Д-44 из Новоалексеевки в Херсон, а вылет был осуществлён в 17:40. Всего на борту помимо экипажа находились также 11 взрослых пассажиров и 6 детей. Вплоть до входа в воздушную зону Херсонского аэропорта полёт проходил без отклонений. После прохождения траверза Голая Пристань экипаж перешёл на связь с диспетчером СДП и получил от него условия посадки. В аэропорту в это время стояла относительно спокойная погода, облачность 7/10 балла, кучево-дождевая и высотой 1200 метров, на северо-востоке гроза, ветер слабый, видимость 10 километров. В 18:05 экипаж запросил разрешения на посадку на грунтовую ВПП 2 с посадочным курсом 42°. Диспетчер посадку разрешил, но предупредил, что на аэродроме проводятся полёты вертолётов Ми-6 воинской части 19160.

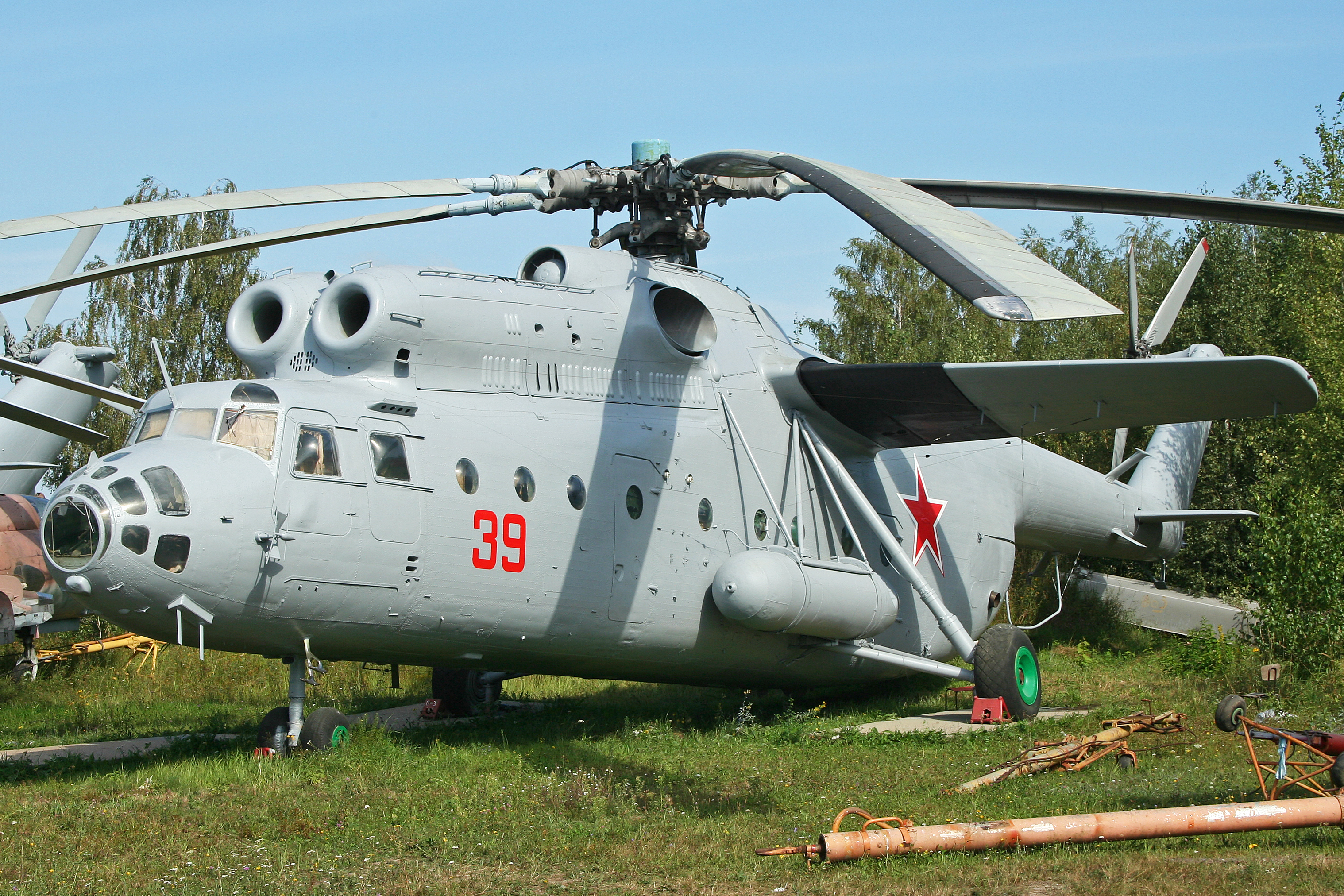
Вертолёт Ми-6

Ан-2 был в 550—600 метрах от начала грунтовой ВПП 2, когда на металлическую ВПП, находящуюся в 140 метрах от неё и параллельно с ней, приземлился военный Ми-6. Он приземлился в 1150—1200 метрах от самолёта и в 140 метрах от его траектории с интервалом времени порядка 47 секунд. Самолёт был на высоте 20—30 метров на глиссаде, когда его сперва резко накренило вправо на 70°, затем влево, а потом опять вправо уже на 90°. При вертикальном положении крыльев подъёмная сила исчезла, после чего потерявший управление Ан-2 в 18:06 врезался правой полукоробкой, а затем носом в землю в 400 метрах от торца полосы, разрушился и загорелся. Прибывшие пожарные расчёты ликвидировали возгорание в течение 1,5—2 минут, однако в катастрофе погибли оба пилота и 12 пассажиров. Три взрослых пассажира были тяжело ранены, ещё один взрослый пассажир и ребёнок не пострадали.

## Причины
Из выводов комиссии:
1. Минимальный интервал времени (45 секунд), установленный НПП ГА-71 и ИПП аэропорта Херсон не обеспечивает безопасности полётов при попадании легкомоторных самолётов (вертолётов) в спутную струю от турбовинтовых самолётов и вертолётов 1-2 класса.
2. Несоответствие в установлении высоты пролёта вертолётов над авиатехникой, стоящей на земле, в документах ВВС и МГА (ВВС — 25 метров, МГА — два диаметра несущих винтов, для Ми-6 — 72 метра). Практически, при пролёте Ми-6 на высоте 25 метров авиатехника на земле разрушается, что может привести к её отказу в воздухе (имели место случаи поломки несущих винтов Ка-26 и рулей самолётов).
3. Тяжесть авиационного происшествия усугубило то, что часть пассажиров была не пристегнута, при посадке в самолёт ни билеты, ни документы не проверялись. В результате на борту оказалось два лишних пассажира (ребёнка). Один пассажир был без билета.
4. Рекомендации по временным и линейным интервалам при заходе на посадку легкомоторных самолётов и вертолётов за воздушными судами с газотурбинными двигателями отсутствуют.

Заключение: причиной катастрофы является попадание Ан-2 в спутную струю Ми-6, заходившего на посадку впереди. Это подтверждается:
- поведением самолёта перед моментом катастрофы;
- показаниями экипажа Ан-2 № 98232, который выполнял посадку через 4 минуты после авиационного происшествия и подвергся действию спутной струи того же вертолёта;
- объяснением старшего диспетчера ЦДА, который, работая пилотом Херсонского ОАО, неоднократно подвергался воздействию спутной струи от Ми-6, а в данном конкретном случае был очевидцем катастрофы.

— 